# 筥崎宮
筥崎宮（はこざきぐう）は福岡県福岡市東区箱崎に在る神社。式内社（名神大社）、筑前国一宮。旧社格は官幣大社で、現在は神社本庁の別表神社。
筥崎八幡宮（はこざきはちまんぐう）とも呼ばれる。大分県宇佐市の宇佐神宮、京都府八幡市の石清水八幡宮とあわせて三大八幡宮と呼ばれる。

## 社名
「はこ」の字は円筒状の容器を意味する「筥」が正字であり「箱」ではない。ただし筥崎宮の所在地・駅名など地名「はこざき」は筥崎宮の「筥崎」では筥崎八幡神に対して畏れ多いとして「箱崎」と表記する。

筥崎宮の神紋（左三つ巴）

## 祭神
主祭神
- 応神天皇

配祀神
- 神功皇后
- 玉依姫命

## 歴史

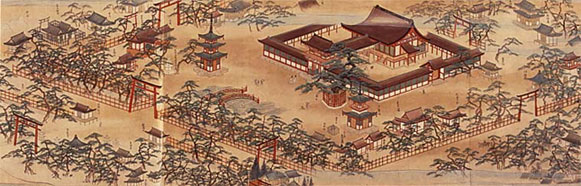
箱崎八幡宮縁起

創建に関しては複数の説がある が、公式サイトでは延喜21年に建立された説が紹介されている。延喜21年（921年）6月21日に八幡神の託宣があり、応神天皇・神功皇后・玉依姫命を祭神として筑前国穂波郡の大分宮を玄界灘に面した土地に移したのに始まる。延長元年（923年）に現在地に遷座。『延喜式神名帳』には「八幡大菩薩筥崎宮一座」と記載され、名神大社に列している。
元寇の際に亀山上皇が敵国降伏を祈願し、このときの御宸筆は安土桃山時代に模写されて神門に「敵國降伏」の扁額として掲げられた。以来、海上交通・海外防護の神として信仰されている。
近代社格制度のもと明治4年（1871年）に県社に列格した。明治18年（1885年）に官幣中社に、大正3年（1914年）に官幣大社に昇格した。

## 境内
境内の主要な建築物等の施設は次のとおりである。
- 本殿・拝殿
  - 重要文化財。延喜21年（921年）6月に藤原真材が創建。数度の焼失と再建が繰り返された[6]。戦国時代に戦火兵乱のため荒廃したので大宰大弐大内義隆が天文15年（1546年）に再建[6]。本殿は46坪、桧皮葺の流造様式で左右に縋造車寄がある[13]。拝殿は檜皮葺の切妻造[13]・二重虹梁[13]・蟇股。
- 楼門
  - 重要文化財。小早川隆景により文禄3年（1594年）に建立[13]。三間一戸の入母屋造[13]。扉の桐紋彫刻は左甚五郎の作といわれる[13]。「敵國降伏」の扁額は亀山上皇が奉納した醍醐天皇の宸筆といわれる。広瀬淡窓の「筑前城下作」の詩の伏敵門はこの楼門を指す。一般の参拝はこの楼門の下で行われる。日本三大楼門の一つとされる。
- 石造一之鳥居（肥前鳥居）
  - 重要文化財。黒田長政により慶長14年（1609年）に建立[13]されたといわれてきたが、佐世保市文化財審査委員会の久村貞男により、佐賀藩藩主・鍋島勝茂が建立したことが判明[14]。鳥居の柱は3つに切れ、下肥りとなり台石に続く[13]。笠木島木はひとつの石材で、先端が反り上がり、貫と笠木の長さが同じなど典型的な肥前鳥居である[13]。使用されている石材は長崎県鷹島の特産品である阿翁石[15]。筥崎鳥居と称するのは間違い。
- 石燈篭
  - 重要文化財。数ある石燈籠のうち、火袋の底に観応元年（1350年）の銘が刻まれているものが千利休が天正15年（1587年）に寄進したものといわれる。
- 神木「筥松」
  - 楼門の右手の朱の玉垣で囲まれる松の木[13]。神功皇后が応神天皇を出産した際の胞衣（えな）を箱に容れて地中に埋め、印として植えられたのが神木「筥松」といわれる[13]。胞衣を容れた箱に因み名称を「筥崎（箱崎）」としている[13]。
- 唐船塔
- 湧出石
- 神苑花庭園[注釈 3]
- 高燈籠（）[注釈 4]
- 筥崎宮浜宮（）[注釈 5]

また、博多湾に面する一之鳥居から本殿まで約850メートルの長大な参道が続く。参道の手前の箱崎浜一帯は、以前は白砂青松とうたわれた美しい海岸線を誇っていたが、博多港修築により1936年には護岸整備され、現在では北側に箱崎ふ頭、南側に東浜（東浜ふ頭）と博多港の倉庫などの施設が並び姿を一変させている。参道の先の海岸は清めの真砂（）を貰い受ける「お汐井とり」が行えるよう砂地が整備されている。また箱崎浜は箱崎船だまりに隣接している。本殿前の一之鳥居のほか、参道と西鉄バス専用道路の交差地点付近（西鉄バス箱崎バス停、地下鉄箱崎宮前駅1番出口付近）に二之鳥居がある。かつて海側の国道3号と参道の交差地点に1930年に建てられた大鳥居があったが、老朽化によりモルタルが剥離するおそれがあるため2018年3月から4月にかけて解体撤去され現存しない。

境内の主要な施設の写真
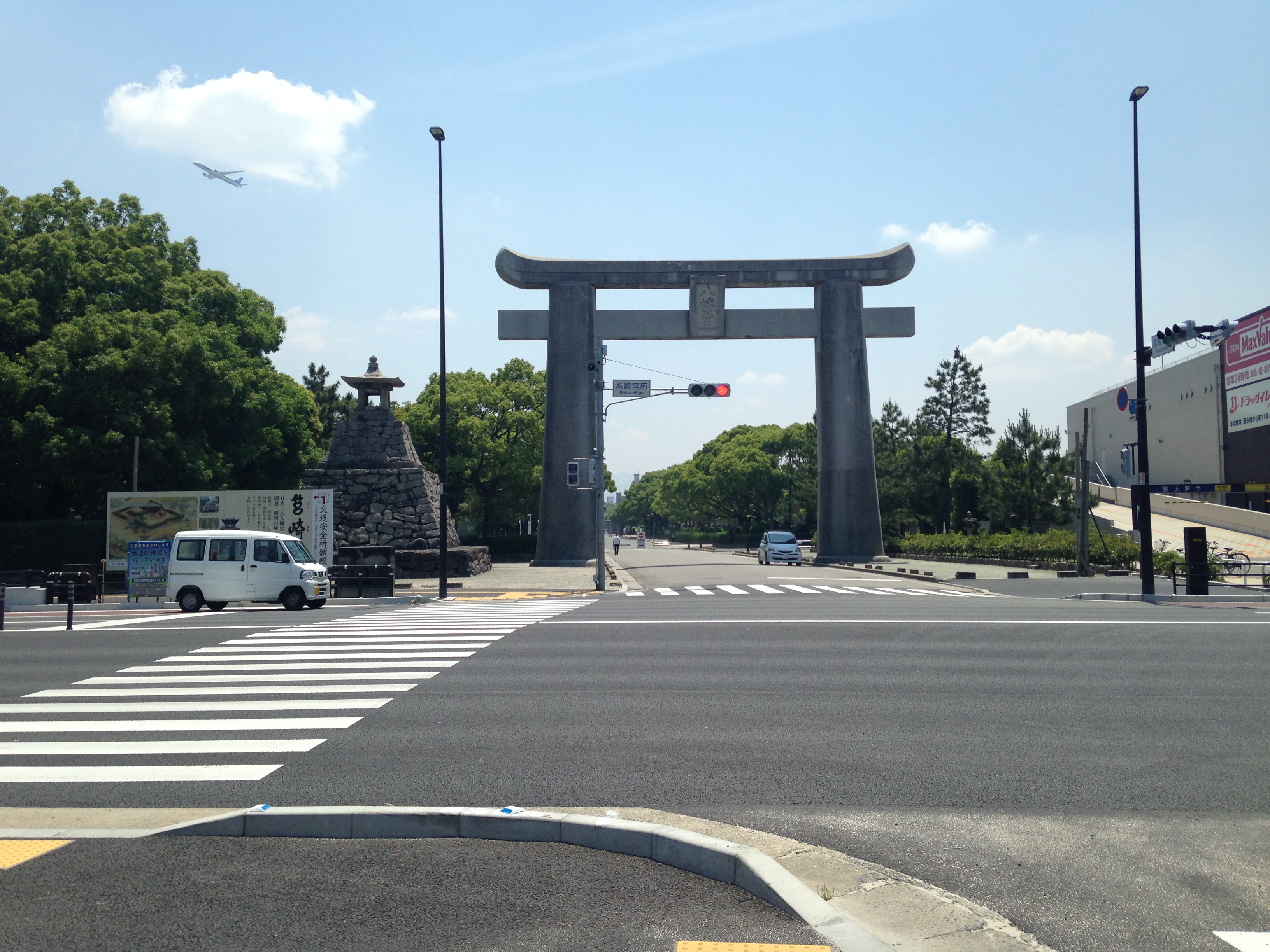
大鳥居（2018年4月撤去）と石灯籠
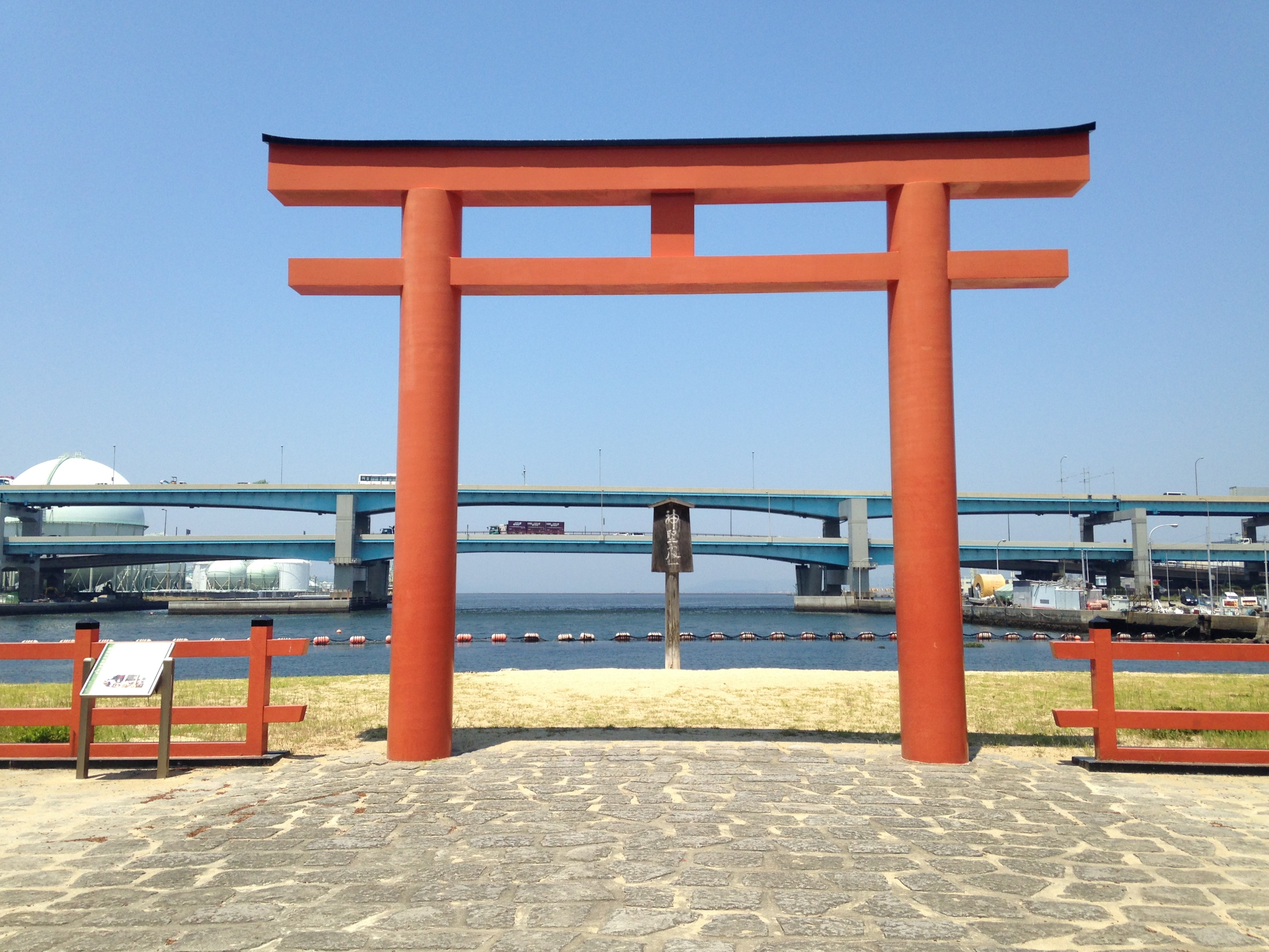
鳥居とお潮井浜
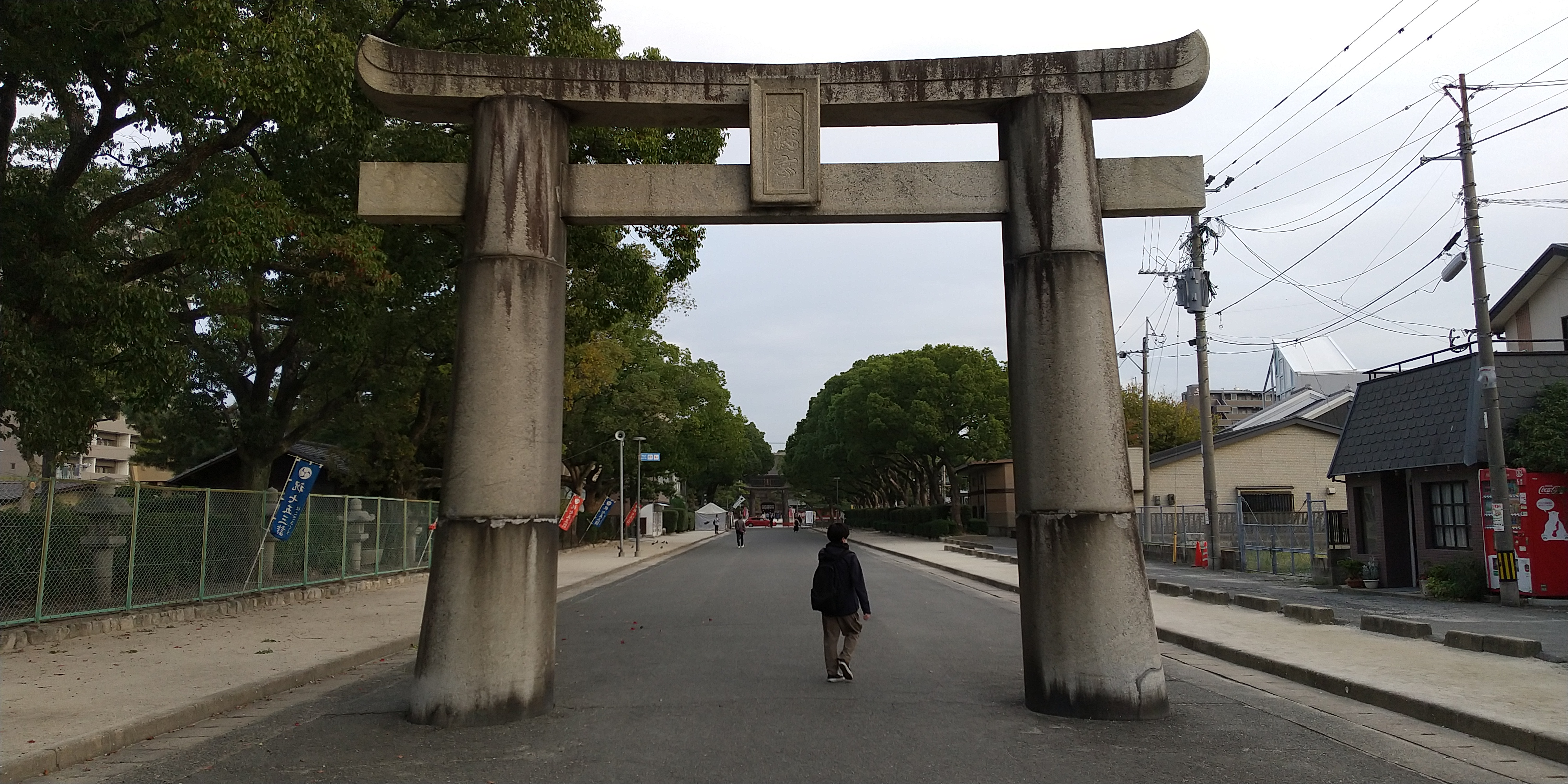
筥崎宮の二之鳥居
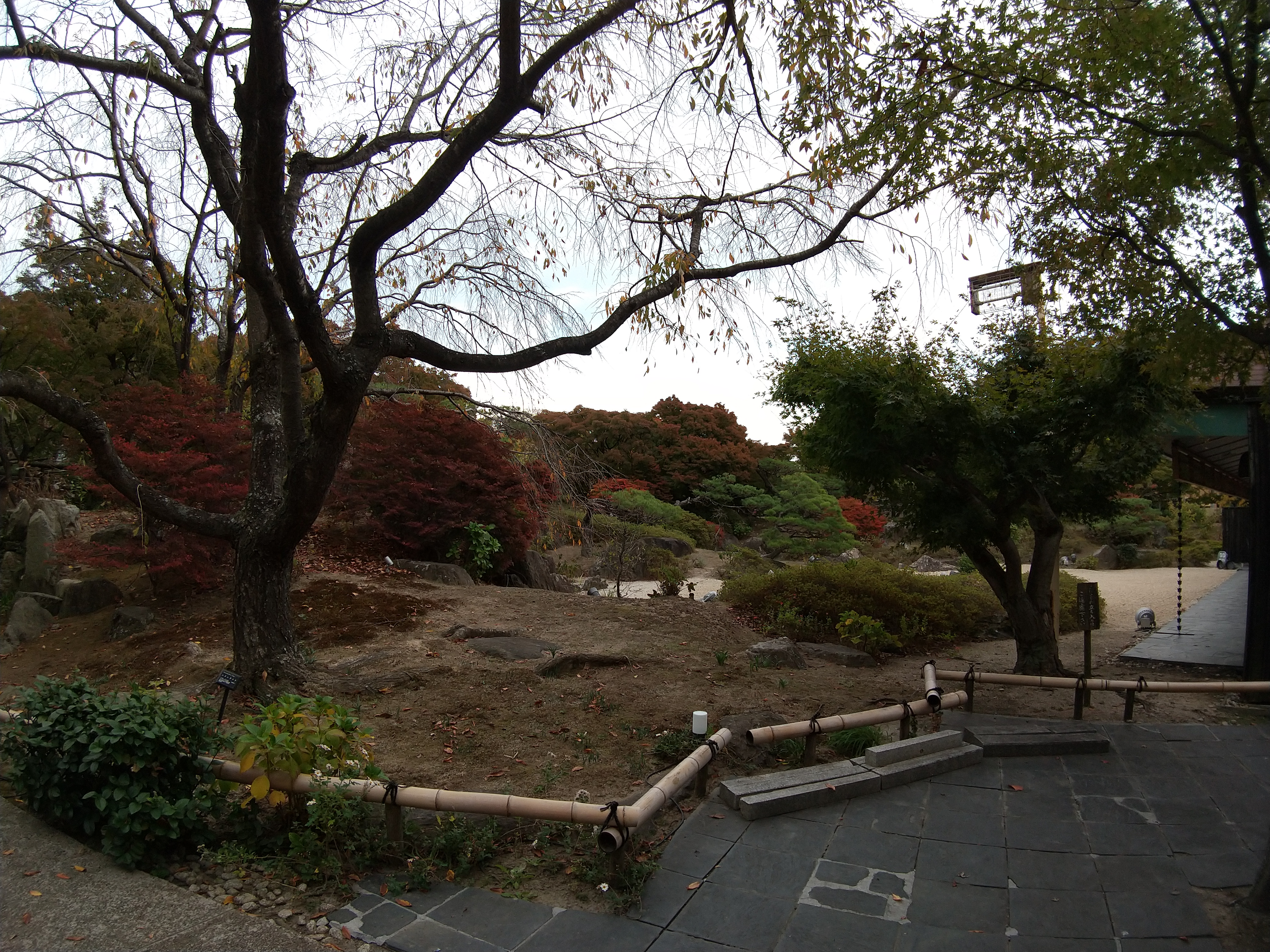
神苑花庭園
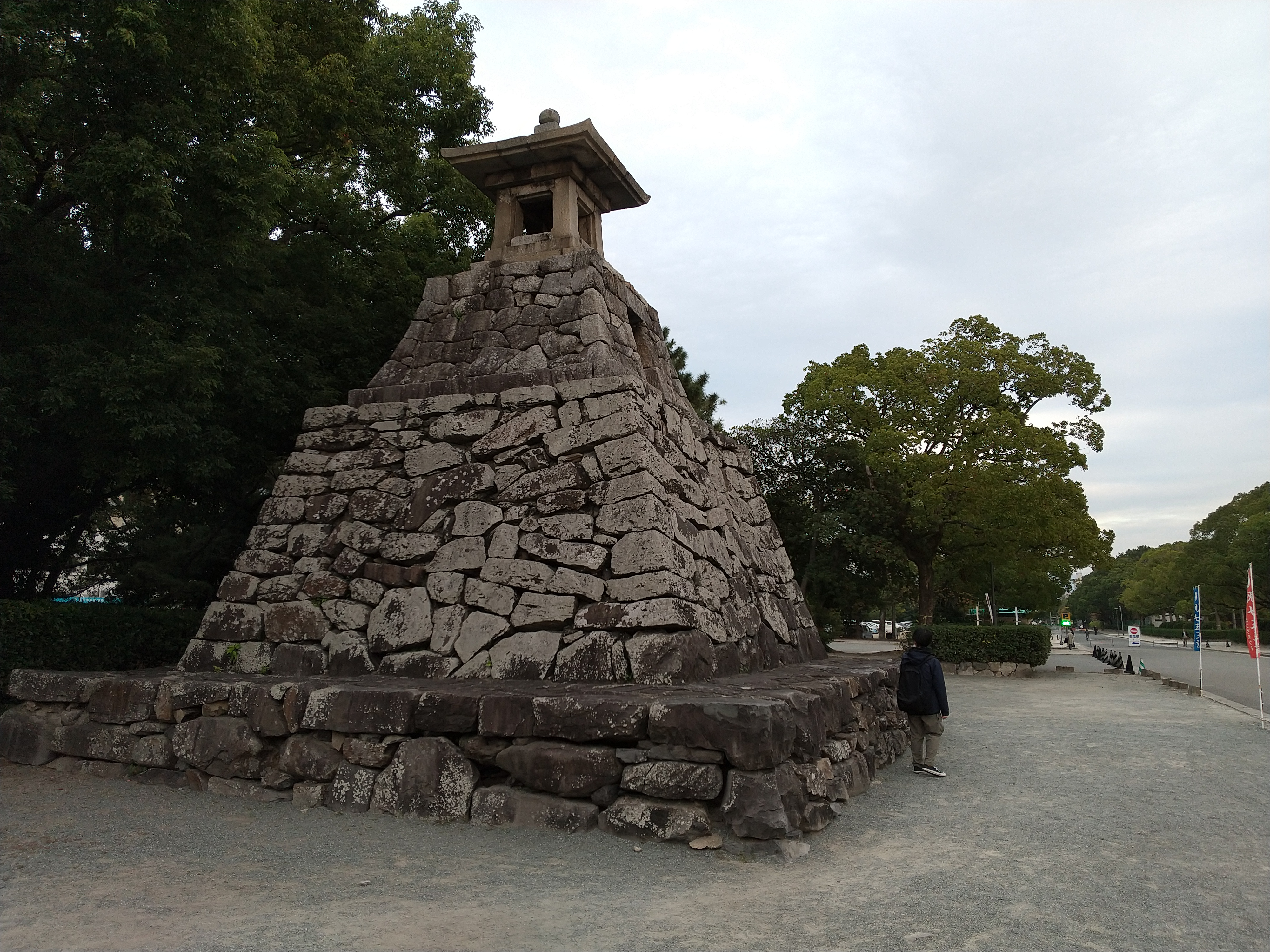
高燈籠
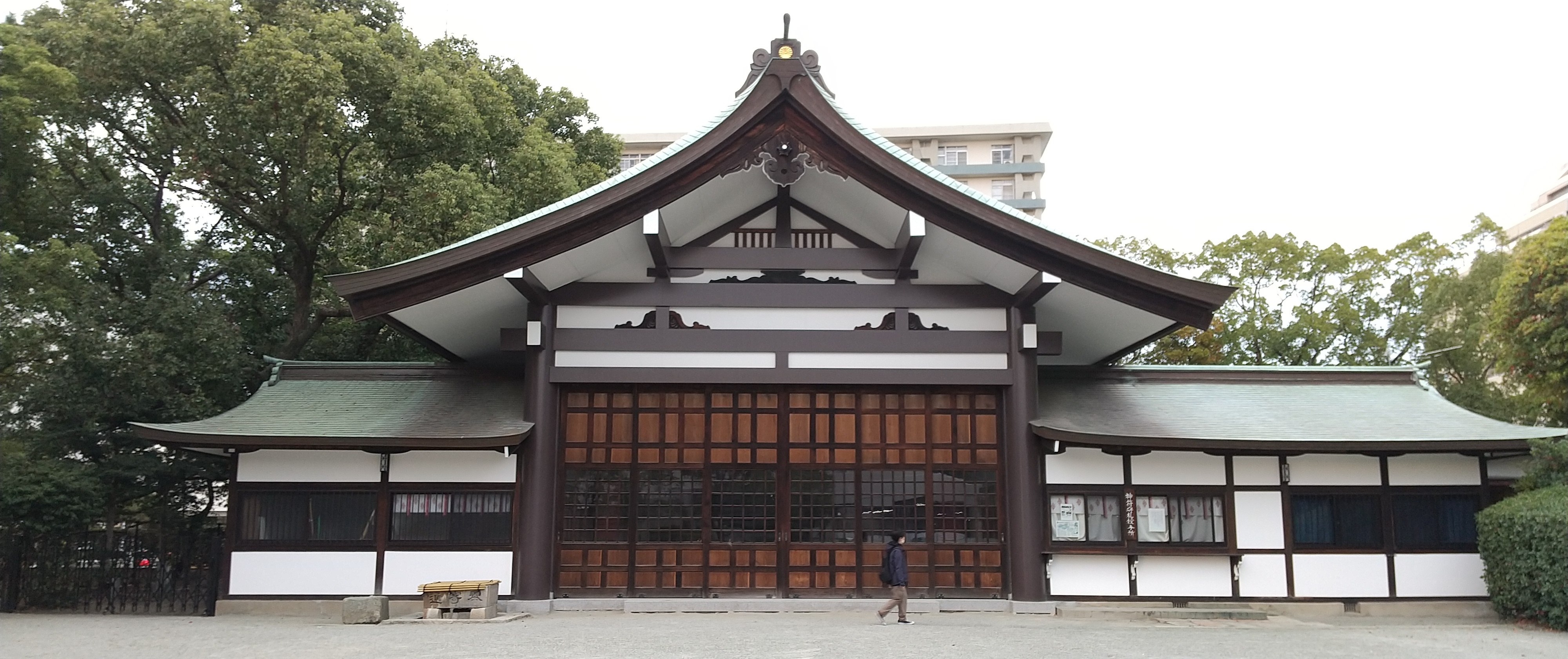
浜宮（はまみや）

## 主な祭事
- 1月3日：玉せせり（玉取祭）[19]
  - 締め込み姿の男たちが（幸運を授けると言われる）木製の宝珠を奪い合いながら本殿に納める。
- 1月11日：承天寺一山報賽式[20]
  - 聖一国師円爾（弁円）が宋から帰朝の際に海難に遭うものの筥崎八幡神に加護され帰朝できたので神恩感謝のため承天寺の僧が神前で読経する。
- 春分に近い戊の日：春の社日祭（お汐井とり）[21]
  - 清めの真砂を箱崎浜で貰い受ける。家や田畑にまいて家内安全や豊作を祈願する。
- 6月末：池島殿大祭[22]
- 7月1日、9日：お汐井とり
  - 博多祇園山笠の舁き手が身の清めのための真砂を箱崎浜で取る。
- 7月7日：七夕祭[23]
- 7月末：夏越祭[24]
- 9月12日 - 18日：放生会（）[25]
  - 命を尊び海の幸・山の幸に感謝する祭り[25]。博多三大祭りの一つとされる[25]。素焼きのおはじきや、ガラス製の音が出る玩具「ちゃんぽん」（ビードロ、ポッペン）が売られる。1キロメートルの参道に各種露店が並ぶ。博多では「梨も柿も放生会」といって親しまれている。なお、一般的には「放生会」は「ほうじょうえ」と読むが、[要出典]筥崎宮や特に福岡地方では伝統的にお寺の同字「ほうじょうえ」という行事と分けるために「ほうじょうや」と読む[25]。
- 秋分に近い戊の日：秋の社日祭（お汐井とり）[26]
- 12月31日：御胞衣祭（大祓式・なまこ餅つき）[27]

## 文化財

### 重要文化財（国指定）
- 本殿 - 室町時代後期（1545年）の建立。九間社流造、檜皮葺。1907年（明治40年）5月27日指定。
- 拝殿 - 室町時代後期（1545年）頃の建立。桁行四間、梁間一間、一重、切妻造、檜皮葺。1907年（明治40年）5月27日指定。
- 楼門 - 安土桃山時代（1573年 - 1614年）の建立。三間一戸楼門、入母屋造、檜皮葺。1902年（明治35年）4月17日指定。
- 一の鳥居 - 安土桃山時代（1609年）の建立。石造明神鳥居。柱に慶長第十四太歳舎己酉季秋中旬の刻銘がある。1955年（昭和30年）6月22日指定。
- 石燈篭 - 南北朝時代（1350年）の建立。1962年（昭和37年）2月2日指定。

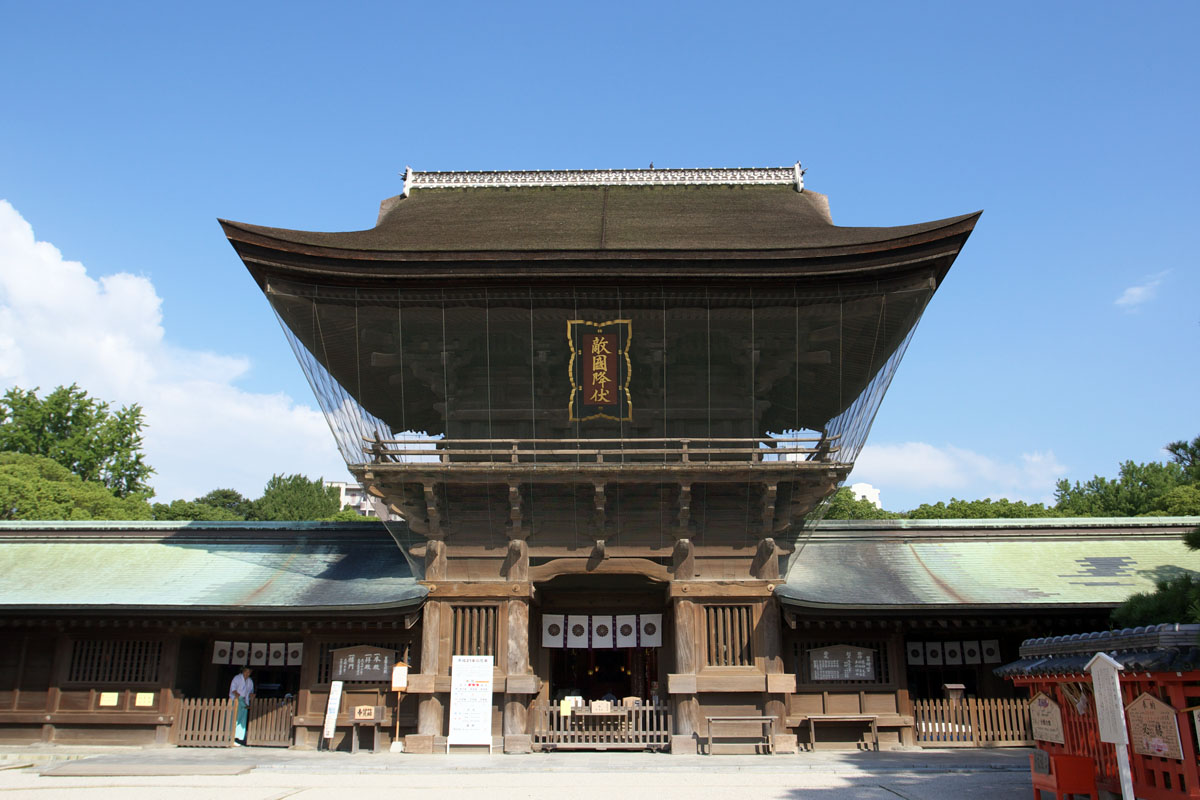
楼門正面
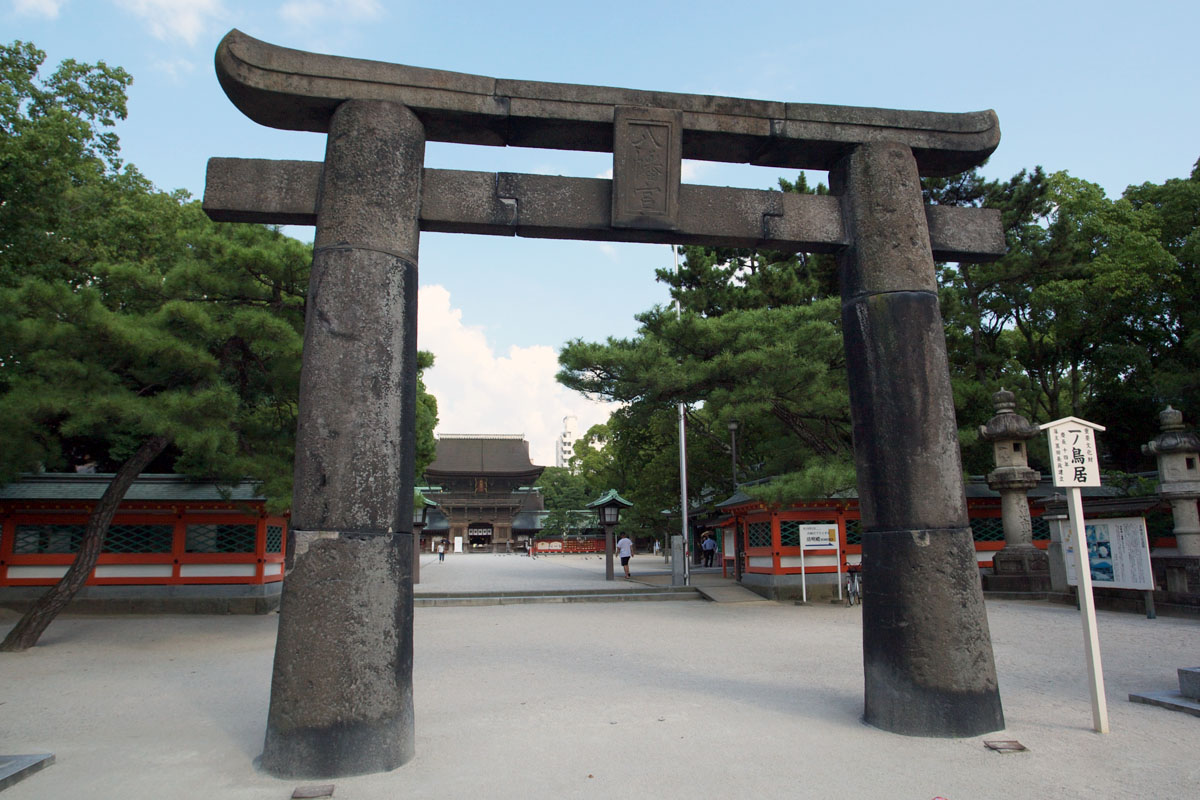
石造一ノ鳥居
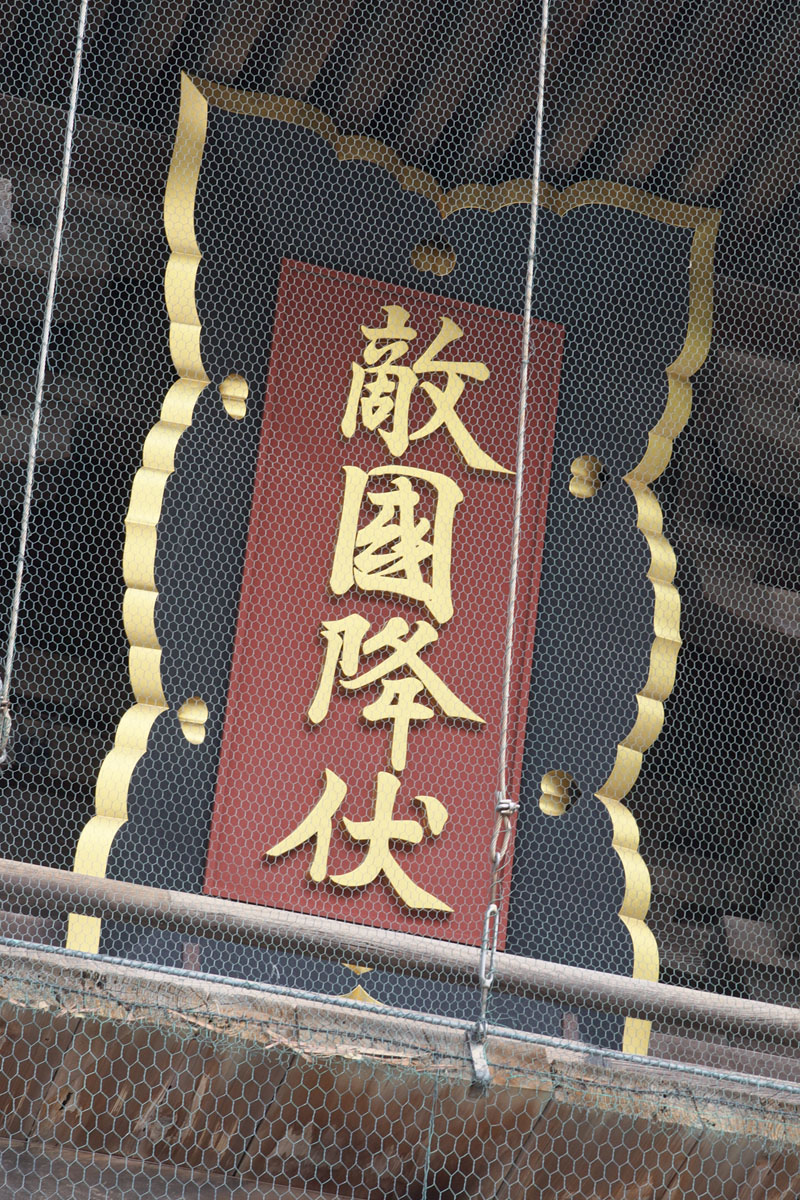
楼門の扁額
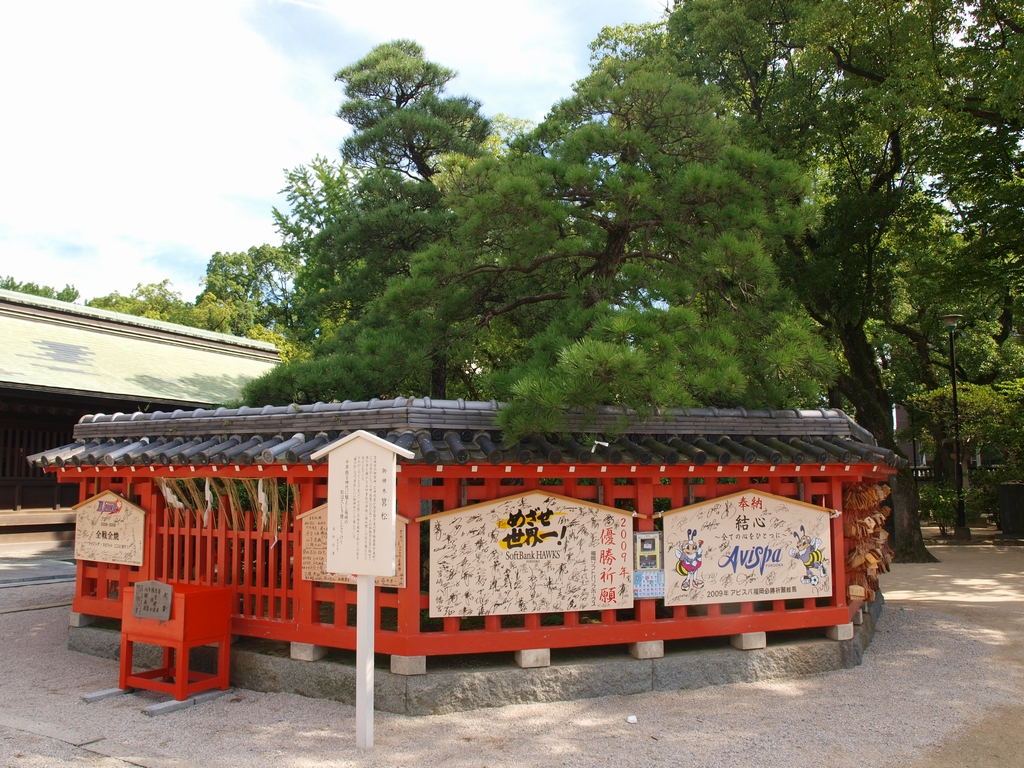
筥松

### 福岡県指定文化財
- 筥崎宮の禁断碑
- 筥崎宮秋祭遷幸之図
- 亀山上皇御尊像（木彫像） - 銅像は東公園に建立。

### 福岡市指定文化財
- 御油座文書写
- 建徳銘梵字板碑
- 筥崎宮出土瓦経

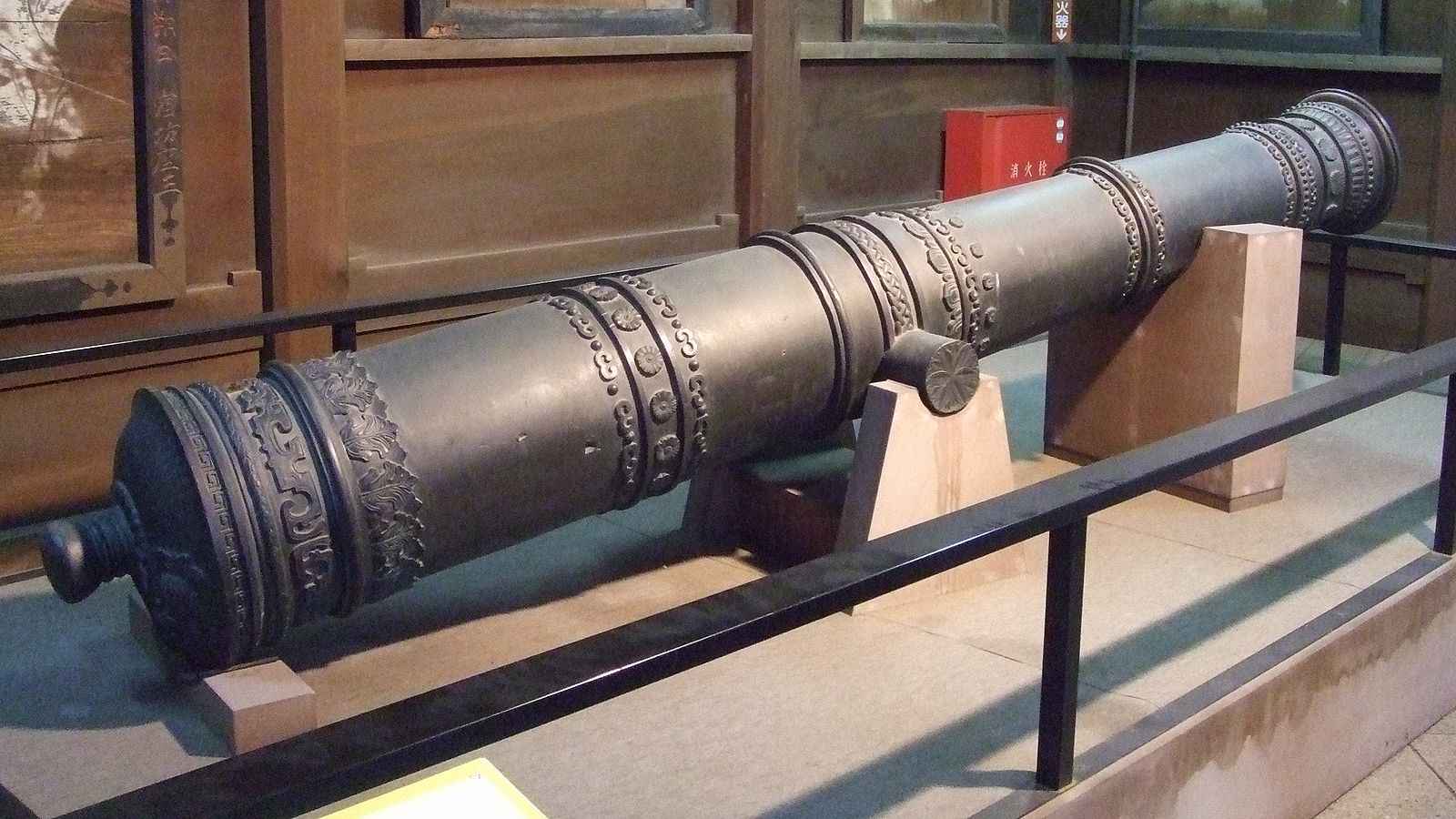
南懐仁の大砲
- 筥崎宮神幸行事

- 南懐仁の大砲

## 筥崎宮の勅額切手
| 勅額切手（1945年）目打を有する切手（左）と有しない切手（右）があった。  |  | 勅額切手（1945年）目打を有する切手（左）と有しない切手（右）があった。 |
| 勅額切手（1945年） 目打を有する切手（左）と有しない切手（右）があった。 |  |                                                                        |

前述のように元寇の際に亀山上皇が「敵国降伏」を祈願し、その時の勅額が楼門に掛けられている。大東亜戦争（第二次世界大戦）末期の1945年（昭和20年）、逓信院（現・日本郵便）は戦意発揚と戦勝祈願のため、この勅額をデザインした普通切手を発行した。物資不足に伴い、印刷は黒一色で、目打が省略されたものも製造された。しかし、全国の郵便局に行き届く前に終戦を迎え、1947年（昭和22年）、「意匠が軍国主義、神道等の象徴に関係ある郵便切手及び郵便葉書使用禁止に関する省令」（昭和22年逓信省令第24号。別名追放切手に関する省令）によって郵便に使うことが禁止となった。なおこの切手は2021年（令和3年）現在でも、東京都千代田区の東京中央郵便局で現行の切手や葉書と交換することが出来る。

## 登場作品
- 謡曲『唐船』
- 謡曲『箱崎』

## 交通手段

### 所在地
- 福岡県福岡市東区箱崎1-22-1[29]

### 交通機関等
鉄道
- 最寄駅：福岡市地下鉄箱崎線 箱崎宮前駅 （1番出口より徒歩3分）
- JR九州鹿児島本線 箱崎駅 （西口より徒歩8分） - 以前は筥崎宮の真裏にあったが高架化される際に小倉方面に500 mほど移動した

バス
- 西鉄バスで「箱崎」バス停下車（下車後徒歩3分）
- 西鉄バス・箱崎浜・東区役所前下車（筥崎宮の参道を海岸付近から歩ける）
- 西鉄バス・JR九州バスで「箱崎一丁目」バス停下車（下車後徒歩2分）

車
- 福岡高速1号香椎線東浜出入口より1.7 km。駐車場：あり